# کن یاکل
کن یاکل (انگلیسی: Ken Yackel; ۵ مارس ۱۹۳۰ – ۱۲ ژوئیهٔ ۱۹۹۱) بازیکن هاکی روی یخ اهل ایالات متحده آمریکا بود.